# Isohypsibius pauper
Isohypsibius pauper är en djurart som tillhör fylumet trögkrypare, och som först beskrevs av Mihelcic 1971.  Isohypsibius pauper ingår i släktet Isohypsibius och familjen Hypsibiidae. Inga underarter finns listade i Catalogue of Life.